# كونستنت مارتن
كونستنت مارتن (بالفرنسية: Constant Martin)‏ هو مهندس فرنسي، ولد في 1910، وتوفي في 1995.

## وصلات خارجية
- كونستنت مارتن على موقع ميوزك برينز (الإنجليزية)